# LliureX

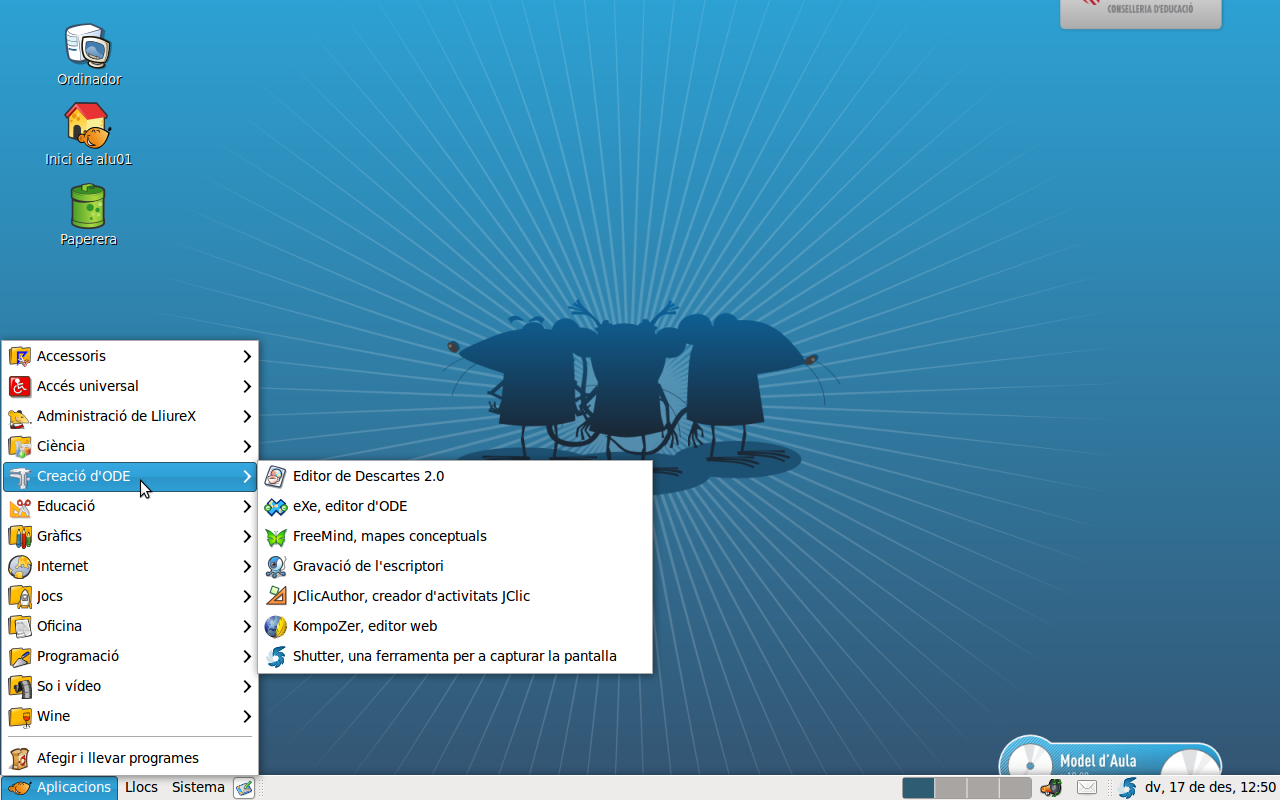
Snímek obrazovky z verze používané v roce 2010

LliureX je lokální projekt ve španělském Valencijském společenství, jenž má za cíl v oblasti prosazovat svobodný software. Jeho základním nástrojem je stejnojmenná linuxová distribuce odvozená z Ubuntu, starší verze byly postaveny na Knoppixu, Debianu a Edubuntu. Jedná se o svobodný software zaměřený na platformu x86.
Přesun počítačů „na Linux“ proběhl v roce 2005, kdy bylo převedeno 110 000 počítačů zejména ve školách. V roce 2012 na to navázal přechod 120 000 počítačů na LibreOffice. V roce 2014 zástupci místní vlády zhodnotili, že projekt pomohl za uplynulých devět let ušetřit zhruba 36 miliónů eur.